# 柳博謝耶夫卡河

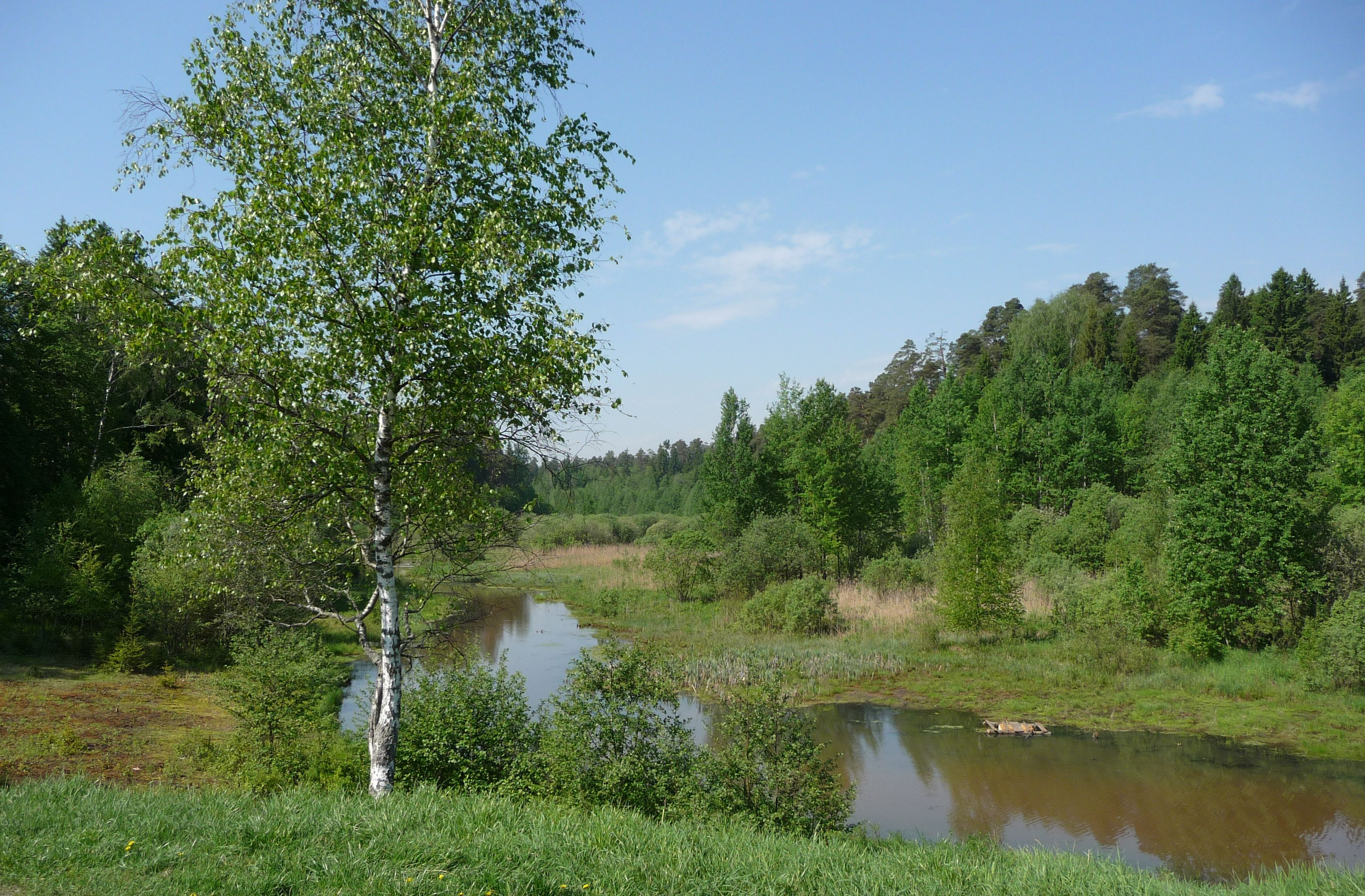
柳博謝耶夫卡河

柳博謝耶夫卡河是俄羅斯的河流，位於莫斯科州內，屬於沃里亞河的右支流，自弗里亞濟諾附近海拔高度175米處的發源地朝東流，河道全長15公里。